# Hervé Regout

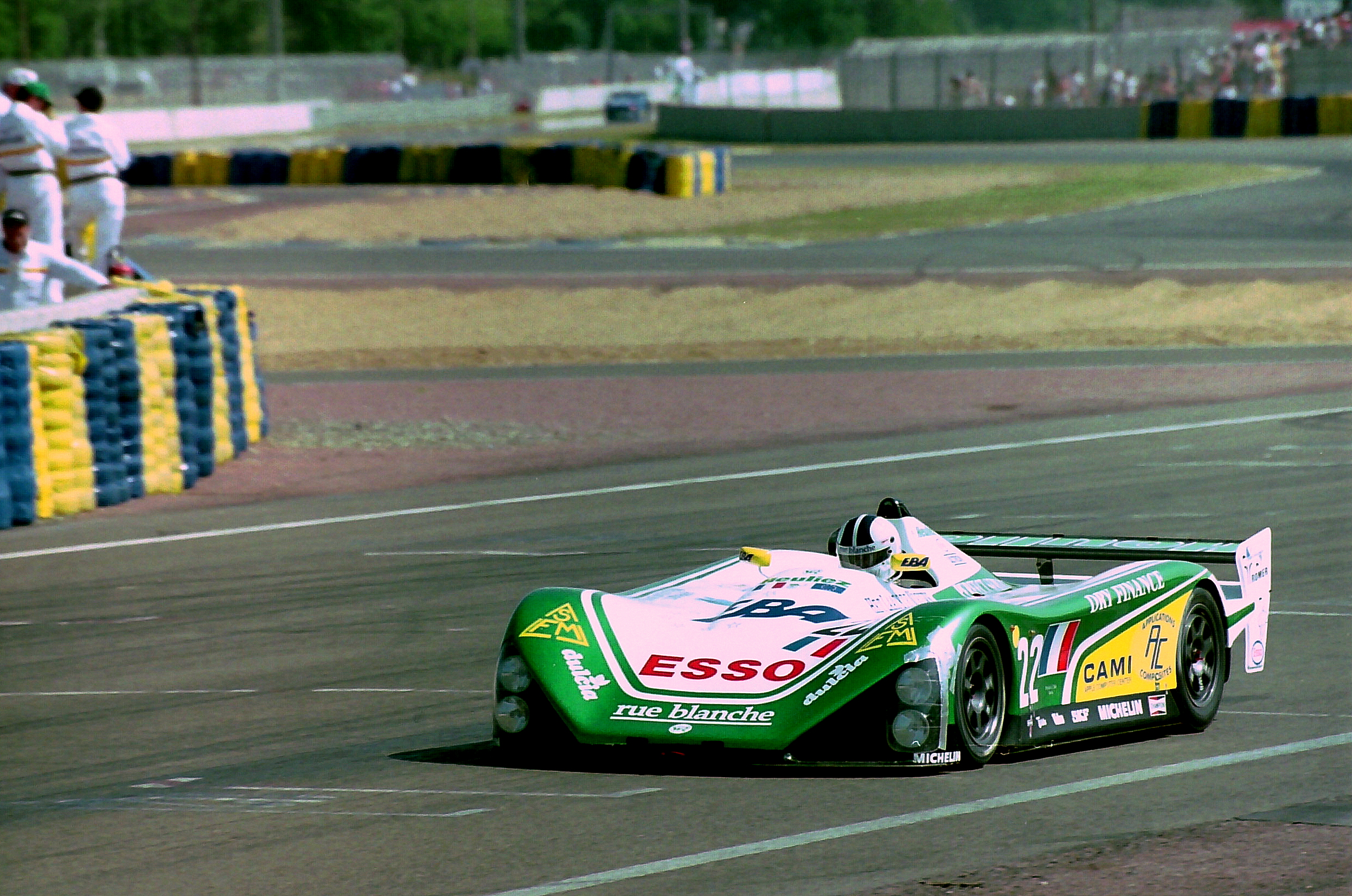
De WR LM94 van Hervé Regout tijdens de 24 uur van Le Mans, 1994

Hervé Germaine Marie Jacques Regout (Luik, 4 november 1952) is een voormalig Belgisch autocoureur. Hij is vooral bekend van zijn prestaties bij de 24 uur van Le Mans, waaraan hij tussen 1980 en 1994 negen maal deelnam.

## Biografische schets
Hervé Regout is een telg uit de bekende, van oorsprong Maastrichtse fabrikantenfamilie Regout. Hij werd geboren als derde van vijf kinderen in het gezin van Christian M.E. Regout en Nadine M.V.H. Lechat. Zijn grootvader was Alfred II Regout (1888-1982), president-directeur van de vloertegelfabriek Alfred Regout & Co. in Maastricht (later REMA, vanaf 1965 Mosa). Hervé stamt via de tak Petrus II af van de grondlegger van de Maastrichtse glas- en aardewerkindustrie, Petrus I Regout.
Hervé Regout is gehuwd met Marie-Chantal Groetaers, een nicht van de mode-ondernemer Patrick van Heurck. Zijn echtgenote verwierf vanaf eind jaren 1980 enige bekendheid met de modemerken "Marie-Chantal Regout" en "Rue Blanche". Het echtpaar heeft drie kinderen. Het gezin woont/woonde in Edegem.

## Racecarrière
Regout reed zijn eerste internationale races midden jaren 70 in het Britse Formule 3-kampioenschap. Zijn poging om met het Britse team RAM Racing voet aan de grond te krijgen bij de Formule 1 mislukte in 1979. Het beste resultaat was een 12e plaats op het Circuit Zandvoort. In 1981 was hij met het Duitse Bertram Schäfer Racing evenmin succesvol in de Formule 2. Daarna richtte hij zich volledig op de sportwagenraceklasse, waar hij wel successen behaalde. Zijn debuut vond plaats in 1979 bij de 24 uur van Spa-Francorchamps. Een jaar later behaalde hij de 10e plaats in de 24 uur van Le Mans. Nog een jaar later werd hij 5e en behaalde hij tevens de klasse-overwinning. Zijn beste resultaat was een 3e plaats in 1987.
In 1998 trok hij zich terug als professioneel autocoureur. Wel nam hij in 2010 deel aan een tweetal races in de Grand Prix Masters en neemt hij sinds 2011 in zijn Porsche 962 deel aan historische Group C-races.

### Resultaten24 uur van Le Mans
| Jaar | Team                                        | Voertuig         | Teamcollega 1          | Teamcollega 2                  | Placering                      | Reden uitval |
| ---- | ------------------------------------------- | ---------------- | ---------------------- | ------------------------------ | ------------------------------ | ------------ |
| 1980 | FRA Charles Pozzi Racing                    | Ferrari 512BB    | BEL Pierre Dieudonné   | BEL Jean Xhenceval             | 10e plaats                     |              |
| 1981 | FRA Charles Pozzi                           | Ferrari 512BB LM | FRA Claude Ballot-Léna | FRA Jean-Claude Andruet        | 5e plaats & klasse-overwinning |              |
| 1985 | GER Obermaier Racing                        | Porsche 956      | ESP Jesús Pareja-Mayo  | GER Jürgen Lässig              | 8e plaats                      |              |
| 1987 | FRA Primagaz Compétition                    | Cougar C20       | FRA Yves Courage       | FRA Pierre-Henri Raphanel      | 3e plaats                      |              |
| 1988 | JPN Mazdaspeed Co. Ltd.                     | Mazda 767        | JPN Takashi Yorino     | Verenigd Koninkrijk Will Hoy   | 19e plaats                     |              |
| 1989 | JPN Mazdaspeed Co. Ltd.                     | Mazda 767B       | JPN Takashi Yorino     | USA Elliott Forbes-Robinson    | 9e plaats                      |              |
| 1990 | FRA Courage Compétiton                      | Nissan R89C      | FRA Alain Cudini       | GRE Costas Los                 | 22e plaats                     |              |
| 1993 | Verenigd Koninkrijk Chamberlain Engineering | Spice SE89C      | USA Andy Petery        | Verenigd Koninkrijk Nick Adams | uitval                         | motorpech    |
| 1994 | FRA Welter Racing                           | WR LM94          | FRA Jean-François Yvon | BEL Jean-Paul Libert           | uitval                         | motorpech    |

### Resultaten12 uren van Sebring
| Jaar | Team                    | Voertuig         | Teamcollega 1            | Teamcollega 2   | Teamcollega 3       | Placering |
| ---- | ----------------------- | ---------------- | ------------------------ | --------------- | ------------------- | --------- |
| 1989 | USA Lion Rampant Racing | Chevrolet Camaro | FRA Ferdinand de Lesseps | USA Luis Sereix | USA Chaunce Wallace | Rang 32   |